# William Greihs
William Greihs (eigentlich Wilhelm Greiss; * 26. September 1905 in Köln; † 15. Mai 1984 in West-Berlin) war ein deutscher Musiker, Dirigent und Komponist.

## Leben
Greihs begann seine Karriere als Posaunist in verschiedenen Unterhaltungsorchestern. Ab 1927 spielte er unter der Leitung von Leo Eysoldt und ab 1930 im Orchester von Georg Nettelmann. Um 1930 stellte er schließlich sein eigenes Orchester zusammen (Plattenaufnahmen als Kapelle Wilhelm Greiss und Blas-Orchester Wilhelm Greiss) und gab verschiedene Gastspiele im Ausland. Ab 1934 wurde Greihs festes Mitglied des Ufa-Tanzorchesters. Bereits 1933 leitete er das Orchester bei Liedern wie Schön ist jeder Tag, den Du mir schenkst, Marie Luise, später u. a. bei Klassikern, wie Frühling in Wien, So schön wie heut', so müsst es bleiben, Liebesbriefe oder In der Nacht ist der Mensch nicht gern alleine. Als Nachfolger von Lothar Brühne übernahm Greihs gegen 1942 die Tätigkeit als Dirigent dieses traditionsreichen ersten deutschen Filmorchesters.
Bis zum Ende des Zweiten Weltkrieges war er noch unter seinem bürgerlichen Namen tätig, danach wechselte er zur amerikanisierten Schreibweise: William Greihs. Zudem nutzte er zeitweilig das Pseudonym Will Williams, wenn er als Komponist aktiv war.
Nach Kriegsende betreute er den Aufbau eines Unterhaltungsorchesters für den NWDR, sowie die Gründung des FFB- und späteren SFB-Tanzorchesters, dessen Leiter er von 1954 bis 1968 war. Sein Nachfolger beim SFB wurde Paul Kuhn.